# Бистрик (притока Оріховатки)
Би́стрик — річка, що протікає територією Погребищенського району Вінницької області. Права притока Оріховатки (басейн Росі). 
Довжина річки 12 км, площа басейну 22,6 км². Споруджено кілька ставків. 
Річка бере початок на західній околиці села Бурківці. Тече здебільшого на південний схід і схід. Впадає до р. Оріховатки в с. Скибинці.